# دابليو دي هاملتون
ويليام دونالد هاملتون (بالإنجليزية: W. D. Hamilton), زميل الجمعية الملكية (FRS)(ولد في 1 من أغسطس 1936م وتوفي في 7 من مارس 2000م) هو عالم أحياء تطورية بريطاني، وهو معروف عالميًا بأنه أحد أبرز واضعي النظريات التطورية في القرن العشرين.
وقد ذاع صيت هاملتون من خلال عمله النظري الذي يوضح أساسًا وراثيًا دقيقًا جدًا لوجود اصطفاء القرابة والإيثار، وهو الرؤية التي تمثل الجزء الرئيس لتطور المفهوم وراثي التمركز للتطور. ويُعد أحد رواد علم الاجتماع الحيوي وفقًا لما نشره إدوارد أوبسورن ويلسون (E. O. Wilson). كما نشر هاملتون عملاً هامًا عن نسب الجنس وتطور الجنس. وبدءًا من عام 1984م وحتى وفاته عام 2000م، عمل هاملتون أستاذًا للأبحاث التابعة للجمعية الملكية في جامعة أوكسفورد.

## النشأة
ولد هاملتون في عام 1936 في القاهرة بمصر، كان الثاني من سبع إخوة. والداه من نيوزيلاندا، أبوه هو أركيبالد هاملتون وكان مهندسًا، وأمه ب. م. هاملتون كانت طبيبة. استقرت عائلة هاملتون في كينت. وخلال الحرب العاملية الثانية، ترحَّل هاملتون الصغير إلى إدنبرغ. لقد كان له اهتمام بالتاريخ الطبيعيّ منذ النشأة وقضى الكثير من وقت فراغه في جمع الفراشات وغيرها من الحشرات. في 1946، اكتشف هاملتون كتابًا من سلسلة كتب عالم الطبيعة الجديد لإدموند فورد بعنوان «الفراشات»، والذي قدمه إلى مبادئ التطور بالانتقاء الطبيعيّ والوراثة والوراثة السكانيّة.

## قاعدة هاملتون
دخل هاملتون في مساق ماجستير العلوم في الديموغرافيا في كلية لندن للاقتصاد، تحت إشراف نورمان كارير، الذي ساعده في توفير احتياجاته للدراسة. وفي وقتٍ لاحق، عندما أصبح جُل عمله رياضياتيًّا ووراثيًّا، انتقل الإشراف إلى جون هاجنال من كلية لندن للاقتصاد وسيدريك سميث من كلية لندن الجامعيّة.
رأى كل من فيشر وجون هولدين مشكلة في الكيفيّة التي تزيد بها الكائنات من لياقة جيناتها بمساعدة الأقرباء، ولكنهما لم يعطيا أهمية لها ولم يصيغاها جيدًا. عمل هاملتون خلال العديد من الأمثلة، وأدرك أخيرًا أن العدد الذي كان ناقصًا من معادلاته هو معامل الارتباط لسيوال رايت. وأصبحت تلك قاعدة هاملتون: في كل موقف يستدعي السلوك، يساعد الفرد لياقة جاره ضد لياقته طبقًا لمعامل الارتباط المناسب لهذا الموقف. جبريًّا، تقول تلك القاعدة أن الفعل المُكلِّف يؤدَى في حالة أن:
حيث تكون C هي تكلفة اللياقة للفاعل و r هي القرابة الجينيّة بين الفاعل والمتلقي، وB هي فائدة لياقة المتلقي. تُحسب تكلفة اللياقة وفائدتها بالخصوبة. وتكون r رقم بين 0 و1. نشر هاملتون ورقتين عام 1964 بعنوان التطور الوراثيّ للسلوك الاجتماعيّ، وهي من الأوراق التي يُستشهد بها بكثرة حاليًا.
شملت أدلة ومناقشات النتائج رياضيات مُفصَّلة، كما مرت الورقة على اثنين من المراجعين. أما الثالث، جون مينارد سميث، فلم يفهمها بصورة كاملة، ولكنه أدرك وجاهتها. أدى تأخير إصدار أعمال هاملتون إلى مناوشات بينه وبين سميث، حيث ظنَّ هاملتون أنه يؤخِّر أعماله حتى ينسب الفكرة لنفسه (خلال عملية المراجعة نشر سميث ورقة علمية أشارت إلى بعض أفكار هاملتون). طُبعت ورقة هاملتون في مجلة الأحياء النظرية، وعندما نُشرت للمرة الأولى، كانت مُتجَاهلة. ازداد تقدير المجتمع العلميّ للورقة بعد ذلك إلى درجة أنها صارت محل استشهاد الآن في أغلب كتب الأحياء.
بُنيت أغلب النقاشات المتعلقة بتطور الاجتماعيّة العليا في الحشرات من رتبة غشائيات الأجنحة (النمل والنحل والزنبار) على نظام تحديد الجنس أحاديّ الصيغة الصبغيّة. يعني هذا النظام أن الأنثى ترتبط بأختها أكثر من ما ترتبط بنسلها (المحتمل). وبالتالي، استنتج هاملتون أن «الفعل المُكلِّف» يُفضَّل إنفاقه على مساعدة تربية الأخوات بدلًا من التناسل.

## السلوك الحقود
في الورقة المنشورة عام 1970 بعنوان السلوك الأنانيّ والحقود في النموذج التطوريّ، ناقش هاملتون سؤالًا يتعلَّق بالإيذاء الواقع على الكائن كونه مُنتج للتكيُّف من أجل النجاة. وكانت من الحالات الممكنة أن الكائن يؤذي الآخرين عمدًا دون فائدة محتملة للنفس، يسمي هاملتون هذا الفعل سلوكًا حقودًا. يمكن تفسيره بفرصة الكائن لتمرير جيناته بإيذاء الذين لا يرتبطون معه بعلاقة وثيقة.
السلوك الحقود، رغمًا عن ذلك، من الصعب نسبه إلى أي شكل مُعقَّد من أشكال التكيُّف. يُحتمل أن أهداف العنف تعمل على الانتقام، كما أن أغلبية الأزواج من الأفراد تُظهر مستوى متوسطًا من القرابة الوراثيّة، مما يجعل انتقاء أهداف الحقد إشكاليًّا.

## النسب الجنسيّة غير الطبيعيّة
بين عامي 1964 و1977 كان هاملتون مُحاضرًا في كلية لندن الإمبراطورية. وبينما كان هناك، نشر ورقة في مجلة ساينس عن «النسب الجنسيّة غير الطبيعيّة» اقترح فيشر 1930 نموذجًا يوضح سبب أن النسب الجنسيّة الطبيعيّة دائمًا 1:1 بينما تكون النسب غير الطبيعيّة دائمًا بحاجة إلى تفسير، خاصة في الزنبار. التقى هاملتون بالفكرة وصاغ الحل في 1960 عندما كُلِّف بمساعدة تلميذ فيشر أنتوني إدوارد باختبار فرضيّة فيشر عن نسب الجنس. دمج هاملتون معرفته الواسعة بالتاريخ الطبيعيّ بملاحظاته العميقة عن المشكلة، مما فتح مجالًا جديدًا أمام البحث العلميّ.
برز في الورقة العلميّة أيضًا تقديم مفهوم «الاستراتيجيّة الخارقة»، والتي طوَّرها جون مينارد سميث وجورج ر. برايس إلى الاستراتيجيّة التطوريّة المستقرة، وهو مفهوم في نظرية الألعاب لا ينحصر على الأحياء التطوريّة. جاء برايس إلى هاملتون بعد اشتقاق معادلة برايس، وبالتالي إعادة اشتقاق قاعدة هاملتون. راجع مينارد سميث بعد ذلك واحدة من أوراق برايس، وحاز منها على الإلهام. لم تُنشر الورقة لكن مينارد سميث عرض على برايس أن يجعله مؤلفًا مشاركًا في ورقة الاستراتيجيّة التطوريّة المستقرة، التي ساعدت على تحسين العلاقات بين الرجال. انتحر برايس عام 1975 وكان هاملتون ومينارد سميث من القلائل الحاضرين في جنازته.
اعتُبر هاملتون مُحاضِرًا ضعيفًا. لكن هذا لم يؤثر على شيوع أعماله، كما ازداد شيوعها على يد ريتشارد دوكنز في كتابه الجين الأناني عام 1976.